# Мухаммед, Умар Бала
Умар Бала Мухаммед (англ. Umar Bala Mohammed; род. 7 марта 1998, Кадуна) — нигерийский футболист, полузащитник клуба ТПС.

## Карьера

### «Слуцк»
Футбольную карьеру начинал в нигерийских клубах «Голден Бис» и «Када Сити», вместе с которыми принимал участие в нигерийской нигерийской профессиональной футбольной лиге. В феврале 2019 года футболист перешёл в белорусский «Слуцк». Однако по ходу сезона за клуб не выступал. В ноябре 2019 года футболист снова вернулся в клуб, подписав новый контракт с клубом. Дебютировал за клуб 22 марта 2020 года в матче против мозырской «Славии». Дебютный гол за клуб забил 17 апреля 2020 года в матче против солигорского «Шахтёра». В следующем матчи 26 апреля 2020 года против бобруйской «Белшины» записал на свой счёт дубль. Футболист закрепился в основной команде клуба, став одним из ключевых игроков стартового состава. По окончании сезона футболист вместе с клубом занял 14 место в турнирной таблице и отправился в стыковые матчи за сохранение прописки в высшей дивизионе. В первой встрече 15 декабря 2020 года против минского клуба «Крумкачи» футболист отличился результативной передачей и помог одержать победу. В ответной встрече 19 декабря 2020 года футболист отличился забитым голом и тем самым помог клубу остаться в Высшей Лиге. Всего за клуб отличился 5 забитыми голами и 2 результативными передачами. По окончании сезона покинул клуб.

### «Фалькенберг»
В апреле 2021 года футболист перешёл в шведский клуб «Фалькенберг». Дебютировал за клуб 1 мая 2021 года в матче против клуба «Вернаму», выйдя на замену на 65 минуте. Первым результативным действием отличился 8 мая 2021 года в матче против клуба «Эргрюте», отдав голевую передачу. Закрепился в основной команде клуба. В дебютном сезоне сыграл за клуб в 18 матчах, однако по итогу занял последнее место в Суперэттане и вылетел в третий по силе шведский дивизион. Зимой 2022 года футболист продолжил тренироваться с клубом. Первый матч сыграл 20 февраля 2022 года в рамках Кубка Швеции против клуба «Хаммарбю», выйдя на замену на 73 минуте. Свой дебютный матч в Дивизионе 1 сыграл 24 апреля 2022 года против клуба «Юнгшиле», где также вышел на замену на 88 минуте. В клубе футболист занял роль игрока замены, по ходу сезона выходя на матчи со скамейки запасных под конец основного времени. Стал с клубом серебряным призёром Дивизиона 1 и  отправился в стыковые матчи на повышение. Сам футболист сыграл лишь в ответной встрече 13 ноября 2022 года против клуба «Эстерсунд», где соперники оказались сильнее.

### ТПС
В январе 2023 года футболист проходил просмотр в финском клубе ТПС. В феврале 2023 года футболист подписал с клубом контракт на правах свободного агента до конца сезона с опцией продления ещё на год. Дебютировал за клуб 18 февраля 2023 года в матче Кубка Финляндии против клуба ЕИФ, выйдя на поле в стартовом составе и отыграв все 90 минут. Дебютными голами за клуб отличился 8 июня 2023 года в матче против клуба КяПа, записав на свой счёт хет-трик. На протяжении сезона футболист быстро закрепился в основной команде клуба, вместе с которым по итогу основного этапа чемпионата вышел в чемпионский раунд за повышение в классе, где занял итоговое пятое место. Всего за сезона футболист отличился 3 забитыми голами и 3 результативными передачами.
Новый сезон футболист начал 3 февраля 2024 года с предсезонного Кубка Юккеслиги против клуба «Яро», выйдя на поле в стартовом составе. Первым в сезоне забитым голом за клуб футболист отличился 24 февраля 2024 года в матче против клуба «СалПа». Первый матч в чемпионате футболист сыграл 13 апреля 2024 года против клуба «Яро», выйдя на поле в стартовом составе. Первым забитым голом в чемпионате футболист отличился 20 апреля 2024 года в матче против клуба «Миккелин Паллоильят».